# جاستین جان هاروی
جاستین جان هاروی (انگلیسی: Justin John Harvey؛ زادهٔ ۲۷ مارس ۱۹۹۱) مدل، بازیگر و مجری تلویزیونی اهل آفریقای جنوبی ساکن کره جنوبی است. پیش از نقل مکان به کره جنوبی در سن ۲۴ سالگی، مدرک حقوق خود را گرفت و سپس در کره جنوبی به مدلینگ پرداخت. او از آن زمان تاکنون در سرگرمی، فیلم و تبلیغات فعالیت می‌کند. هاروی در فیلم‌های جادوگر: بخش ۲. دیگری (۲۰۲۲)، ریزش خاکستر (۲۰۲۲) و نجیب‌زاده (۲۰۲۳) ایفای نقش کرده است.

## فیلم‌شناسی

### فیلم
| سال  | عنوان                | نقش    | منابع |
| ---- | -------------------- | ------ | ----- |
| ۲۰۲۲ | ریزش خاکستر          | اسنیپر | [ ۳ ] |
| ۲۰۲۲ | جادوگر: بخش ۲. دیگری | تام    | [ ۴ ] |
| ۲۰۲۳ | نجیب‌زاده             |        | [ ۵ ] |

### مجموعه اینترنتی
| سال  | عنوان | نقش        | منابع |
| ---- | ----- | ---------- | ----- |
| ۲۰۲۴ | ستمگر | کروکودیل ۱ | [ ۶ ] |